# Cheimerius matsubarai
Cheimerius matsubarai är en fiskart som beskrevs av Akazaki 1962. Cheimerius matsubarai ingår i släktet Cheimerius och familjen havsrudefiskar. Inga underarter finns listade i Catalogue of Life.